# 이재정 (1846년)
이재정(李在正, 1846년 음력 1월 7일/음력 1월 5일 ~ 1921년 양력 6월 19일)은 조선 말기의 문신, 시인이자 대한제국의 관료, 일제 강점기 초기의 시인이다. 독립협회의 창립 멤버이자, 독립협회, 만민공동회의 회원으로 활동했고, 일제 강점기 초반 중추원 찬의에 임명되었다. 1896년 8월 27일 당시 인천감리사 겸 인천부윤으로 재직 중 조선에 밀파된 해외무역상 출신의 일본군 군사 간첩 쓰치다 조스케(土田讓亮) 육군 중위를 살해한 혐의로 끌려온 김창수(훗날의 백범 김구)를 심리하였다.
1882년(고종 19년) 진사시에 합격하고 1883년(고종 20년) 음서로 전옥서 참봉이 된 뒤 법부와 탁지부 등에서 관리로 일했고 1888년 10월 통리교섭통상아문 주사, 1893년 12월 전우총국(電郵摠局) 주사, 1894년(고종 31년) 6월 외무아문 총무주사, 1894년 7월 법부 참서관 등을 역임했다. 1895년 2월 법무아문협판, 이후 고등재판소와 특별재판소 등 사법 기관의 판사를 지냈다. 그뒤 고등재판소 판사, 1895년(고종 32년) 탁지부협판, 1896년(건양 원년) 탁지부대신서리 등을 거쳐 그해 8월 인천감리 겸 부윤으로 나갔다. 1897년(건양 2) 중추원 2등 의관과 중추원 1등 의관을 역임했다.
1896년(고종 33년) 7월 2일 서재필, 윤치호, 박정양, 유길준 등과 함께 독립협회의 창립에 참여하고, 1898년 5월까지 독립협회 위원이자 만민공동회 위원으로 활동하였다. 1902년 충청남도관찰부 주사에 임명되었으나 곧 사퇴했다. 1906년(광무 9년) 1월 영암군수로 나갔다가 1907년 4월 사퇴하고, 중추원 1등의관, 순종 즉위 후 대한제국 중추원 찬의 등을 지냈다. 1910년 한일 합방 후 중추원 찬의가 되었다. 한일 합방 이후 정계를 은퇴, 시인으로 활동했고, 조선물산공진회, 불교옹호회 등의 단체에 참여하여 활동했다. 본관은 우계(羽溪)이고 자(字)는 치성(致盛), 성여(盛汝), 처음 이름은 재오(在五), 호(號)는 운초(雲樵), 동강(東岡)이다. 경기도 포천 영평(永平) 일동면 유동리 출신.

## 생애

### 초기 활동
1846년(헌종 12) 음력 1월 7일 또는 음력 1월 5일 경기도 포천군 영평(永平) 일동면 유동리에서 돈녕부도정 이유령(李裕寧)의 아들로 태어났다. 일설에는 1845년생 설도 있다. 사마방목에는 그의 출생년도를 1845년(헌종 11년)으로 기록하고 있다.
처음 이름은 재오(在五)였다가 뒤에 재정(在正)으로 개명했으며 자(字)는 치성(致盛), 성여(盛汝)이다. 아호(雅號)는 운초(雲樵), 동강(東岡)이다.
그의 6대조는 숙종대의 문신 이상우(李商雨)였는데, 이상우는 본래 조선 선조, 광해군, 인조대의 의원(醫員) 이희헌(李希憲)의 손자 또는 서손인 이경태(李慶泰)의 아들로, 먼 친척인 이영구의 양자가 되어 경기도 광주군에서 영평군 이동면 장암리 배산골로 이주해왔다. 이후 이상우의 후손들은 포천시 이동면 장암리, 일동면 기산리, 덕현, 원통, 금주리, 유동리 등에 정착하게 되었다.
그러나 후일 이상우의 양아버지 쪽 가계는 실전되었고, 나중에 그는 생부 이경태의 가계로 환원된다. 이재정의 고조부 동지중추부사 이원석(李元錫)은 이상우의 차남 이인수의 여섯째 아들이었고, 이원석은 다시 영평군 일동면 유동리로 분가하였다. 이후 그의 일가는 일동면 유동리와 원통마을 일대에 대대로 세거하였다. 증조부 이한종(李漢宗)은 이원석의 차남이었다. 증조부 한종과 조부 현송은 관직이 없었는데 아버지 이유녕의 대에 관직에 오르게 되었다.
이후 6.25 전쟁 등으로 그의 가족이 뿔뿔이 흩어지면서 그의 가계에 대한 자세한 사항은 전하지 않는다. 다만 동생 1명 이재영(李在英)과 사촌 형 이재영(李在永) 1명의 존재만이 전한다. 그는 성인이 된 뒤 경기 포천군 일동면에서 한성부 북서 가회방 재동계 재동(嘉會坊 齋洞契 齋洞) 3통 7호로 이주했다가 다시 경성부 중부 정선방 돈령계 니동(中部 貞善坊 敦寧契 泥洞, 후일의 서울특별시 종로구 운니동. 익선동, 운니동, 와룡동 일대, 교동초등학교 뒷편) 102통 1호로 이사했고, 만년에는 다시 경성부 종로방 전동(典洞, 후일의 서울특별시 종로구 견지동)으로 이주하였다.
대한제국 관원이력에 의하면 그는 스스로 종교를 유교(儒敎)라 적었고, 뒤에 한일 합방 이후에 불교로 개종하였다. 1855년(철종 6)부터 유업(儒業)으로 가학을 수학하였다. 교류하던 친구로는 죽농 한형리(韓炯履)가 있었다. 한형리와는 시문을 주고 받았는데 한형리의 문집 동랑유고에 실렸다. 후일한 한형리의 딸과 그의 아들 이능선이 혼인하여 사돈이 되기도 했다.

### 관료생활 초반
사부학당 유생으로 수학하였다. 입학 시점은 기록이 없어 알 수 없다. 1882년(고종 19년) 증광시 사마시에 합격하고, 1883년 8월 고종이 친히 유생을 대상으로 주관한, 일차 유생 전강(日次儒生殿講)의 제술에 강(講) 부문으로 입격하였다. 그해 음서로 관직에 올라 형조 예하 형벌을 맡은 기관인 전옥시에서 서사(筮仕) 벼슬을 시작했다. 1885년(고종 22년) 3월 초 승사랑 전옥시참봉(承仕郞 典獄寺參奉)에 임명되었다. 1885년(고종 22년) 3월 24일 전옥시참봉(典獄署參奉)이 되고, 그해 5월 26일 증광 문과 초시에 응시 자격이 주어졌다. 이후 법부와 탁지부 등에서 관리로 일했고 1888년(고종 25년) 10월 통훈대부(通訓大夫)로 승진하였다. 1888년 10월 15일 통리교섭통상사무아문(統理交涉通商事務衙門)의 천거로, 그 해 10월 16일 통리교섭통상사무아문 주사(統理交涉通商事務衙門主事)가 되었다.
1889년(고종 26년) 1월 30일 통리기무아문 교섭주사(交涉主事)에 임명되었다가 이듬해 8월 9일 개차되었다. 1893년(고종 30년) 전우총국 주사(電郵摠局 主事)를 역임하였다. 1893년 12월 6일 전우총국(電郵摠局)의 천거로 12월 7일 전우총국 주사가 되고, 1894년 6월 외무아문 총무주사, 1894년(고종 31년) 7월 2일 통리교섭통상사무아문의 천거로 통리교섭통상사무아문 주사가 되고, 7월 정3품 통정대부 법부 참서관(正三品通政大夫 法部 參書官) 등을 지냈다.
1894년(고종 31년) 10월 동학 농민 운동 당시 시찰을 목적으로 공주와 전주, 대전 일대를 답사하고 돌아왔다. 1895년(고종 32년) 2월 2일 가선대부(嘉善大夫)로 승진, 같은 날 법무아문 협판(法務衙門協辦)이 되었다. 이어 겸의금부동지(兼義禁府同知)에 겸임되었다. 1895년(고종 32년) 3월 법무아문협판 재직 당시 전봉준 등 동학 농민군 관계자들의 사형 판결에 배심원의 한 사람으로 참여하였다.

### 법부, 탁지부 협판
1895년(고종 32년) 4월 1일 법부 협판(法部協辦)에 임명되고, 같은 날 특별법원 판사(特別法院判事)에 겸임되었다. 4월 3일 학부협판 칙임관 3등(學部協辦敍勅任官三等)에 겸임 임명되었다가, 그날 부로 해임되었다. 1895년 4월 9일 법부대신 서광범(徐光範)의 천거로 홍종억(洪鍾檍)과 함께 고등재판소 판사(高等裁判所判事)에 임명되었다. 이후 고등재판소와 특별재판소 등 사법 기관의 판사를 겸직하였다. 이때 서광범과 함께 신 검사직제 규정집을 검토, 교정하여 1895년 4월 9일자로 검사직제 제정지건 (檢事職制 制定之件)을 작성, 고종에게 보고하였다.
1895년 4월 19일 서광범을 주심으로 하는 특별공개재판 판결에 배석판사로 참여, 이준용에게 2등급 강등과 종신유배형을 선고하였다. 그러나 판결 직후 고종이 특명을 내려 이준용의 형을 유배형 10년으로 다시 낮추었다. 1895년(고종 32년) 6월 관민상견례 조사위원(官民相見禮調査委員)이 되었다. 그 해 6월 19일 법부 협판으로 겸임 법부 법률기초위원(法部法律起草委員)에 임명되고, 같은 날 겸임 법률 기초위원장에 임명되었다. 그해 8월 24일 자신은 적임자가 아니라며 해임할 것을 청하는 상소를 올렸다.
삼가 아룁니다. 신은 타고난 자질이 졸렬하고 식견이 고루하여 말직에라도 적절하게 쓰일 만한 능력이 한 가지도 없지만, 길러 주신 은택을 한 몸에 받아서 과분하게 현직에 임용된 지 여러 달이 지났습니다. 품계를 뛰어넘어 받은 직함과 공도 없이 받는 녹봉이 학이 수레를 타고 어량(魚梁)에 도요새가 앉아 있는 것같이 크게 걸맞지 않을 뿐만이 아닌지라 항상 자신을 돌아보면 실로 심히 부끄러워 몸 둘 바를 모르겠습니다.

아, 지금 경장(更張)하는 시기를 만났으니, 각부의 협판의 임무 중에 어느 부서인들 긴요하고 중요하지 않겠습니까마는, 법부의 경우에는 더욱 각별함이 있습니다. 형옥(刑獄)의 의언(議讞)과 민사 재판(民事裁判)의 판결의 경우에는 직책이 대신(大臣)의 다음이라도 같이 참여하니, 학문이 율례(律例)에 익숙하고 지혜가 판결에 민첩하지 않으면 자리에 앉지 말아야 합니다. 그런데 신이 신을 살펴 판단해 보건대 과연 그에 적합한 사람이겠습니까. 비웃고 손가락질하는 것을 피할 수가 없으니 일신의 낭패는 불쌍히 여길 것도 없으나, 일을 그르칠 수 밖에 없어 부(部) 전체에 끼치는 낭패는 과연 어떠하겠습니까. 그대로 자리에 앉아서 직무를 망치기보다는 차라리 능력 있는 이에게 양보하여 잘못을 줄이는 것이 낫지 않겠습니까. 이에 감히 충심을 다 기울여서 우러러 숭엄하신 성상께 번거롭게 아룁니다. 삼가 바라건대, 밝으신 성상께서는 굽어살피시어 신이 현재 맡고 있는 직임을 속히 체차하시고 감당할 수 있는 사람에게 다시 주시어 공사(公私)를 편안하게 해 주신다면 매우 다행이겠습니다. ...(이하중략)...

그러나 고종은 알았다 하고는 해임시키지 않았다. 8월 25일 다시 사직상소를 올려 의원면직되었다. 8월 26일 법부 법률기초위원장에서 해촉되었다.
1895년(고종 32년) 11월 12일 탁지부협판(度支部協辦) 칙임관3등(勅任官三等)이 되었다가, 그해 11월 28일 명성황후의 빈전 만장 제술관(輓章製述官)에 임명되었다. 명성황후의 국장 때인 1896년(건양 원년) 1월 7일 대행 왕후 지초문도 서사관(誌文草圖書寫) 만장 제술관(輓章製述官)에 임명되었다.
명성황후 만장, 前 度支部協辦 李在正
俔天令德降塗莘載厚陰功配聖人素柰䘲氛

驚過夢宮娥尙說淚霑巾輦路依迷宿暗塵松

杉鬱鬱幾經春巋然象設空山裏風雨頻繁草色

新是日灤遷若有期昭昭天理預難知愀然復

覩玄宮地士女皇皇淚共垂後先廞駕出城

頭嗚咽寒江凝不流同壤遵隅遺憾少天風吹斷暮雲愁— 洪陵遷奉主監儀軌, 1919 (만장)

1895년(고종 32) 12월 사직하고 낙향하려 하였으나 윤허받지 못하였다.
1896년(건양 원년) 1월 탁지부협판으로 탁지부대신 사무서리를 겸임하고, 2월 11일 다시 탁지부대신 서리사무에 임명되었다. 그해 3월 25일 다시 탁지부대신 사무서리에 임명되고, 4월 1일 미국으로 떠나는 윤치호 일행을 박정양, 고영희(高永喜), 이상재(李商在), 이경직(李庚稙) 등과 함께 한강까지 가서 송별하였다. 4월 19일 고종이 전옥서 간수 퇴직금제도 규정을 새로 제정할 때, 탁지부대신서리 자격으로 내각총리대신 서리 겸 내부대신 박정양(朴定陽)과 함께 입궐, 입회하였다.
그해 5월 10일에 탁지부대신 서리사무에서 해임되었다. 그해 7월 20일 다시 탁지부대신 사무서리에 임명되었다가, 그날 해임되었다. 1896년(고종 33년) 7월 2일 서재필, 윤치호, 박정양, 유길준 등과 독립협회의 창립에 참여, 독립협회 회원으로 활동하고 가칭 대조선은행(大朝鮮銀行) 설립에 참여했다.
1896년 7월 2일 독립협회 본부 위원의 한 사람으로 선출되었다. 그해 11월 독립협회 후원금으로 20원을 기탁하였다. 그는 서구의 문물을 받아들이지 않을 수 없다며 구습과 미신 대신 눈에 보이는 것을 받아들여야 된다고 역설하였다.

### 인천부윤 겸 인천감리 시절

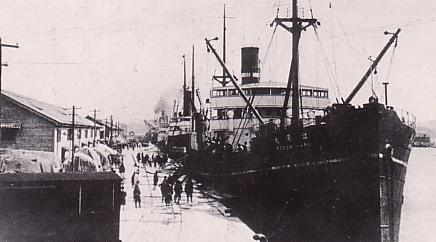
인천 제물포항

1896년 7월 30일 명성황후 국장 준비위원의 한 사람으로 임명되었다.
1896년 8월 6일 인천부윤(仁川府尹)에 임명되고, 감리서가 설치되자 8월 7일 인천감리사 겸 인천부윤(仁川監理使兼仁川府尹)에 임명되었다. 8월 8일 주임관 3등(奏任官三等)에 임명되고, 이어 겸임 인천항 관립 외국어학교의 교장을 맡았다.
1896년 김구가 을미사변의 원수를 갚는다는 이유로 치하포에서 일본인 간첩을 죽이고 인천 감리서에 수감되었을 때, 인천감리로서 김구 사건을 담당한 인물로도 알려져 있다. 개항장의 감리는 행정, 치안, 사법 등의 전권을 갖고 있었고, 이재정은 김구가 인천으로 이감되기 직전 인천부윤 겸 인천감리로 발령받았다. 《백범일지》에는 심문장에서 김구와 이재정이 나눈 대화 내용이 적혀 있다. 그는 부임한 지 한 달도 되지 않아 치하포 사건과 같은 복잡한 사건을 맡게 된 것이었다. 고종이 근대 사법기관을 설치하면서, 새로운 법관을 선발, 양성하기 전까지는 지방관이 임시 판사를 맡게 하였고, 인천부윤인 그가 인천지방재판소의 판사직도 겸직했다. 8월 26일 인천항에 재판소가 설치되자 겸임 인천항재판소 판사(兼任仁川港裁判所判事)에 임명, 겸임되었다. 이때 인천항재판소 판사로 경무관 김윤정 등과 함께 김창수를 심문하였다.
김창수는 1896년 2월 청천강 하류의 치하포 항구에서 숙식하던 일본인 해외무역상 출신의 군사 간첩 쓰치다 조스케를 살해하고 체포, 사형선고를 받고 해주감옥에서 인천감옥으로 이감되었다. 감리사가 된 이재정은 3회에 걸쳐 김구를 심문하였다. 이때 김창수는 말하기를 아무리 본인은 시골의 일개 천민이지만 신하된 의리로 국가가 수치를 당하고 백일청천(白日靑天) 아래 내 그림자가 부끄러워서 왜구 간첩 한 명을 죽였소. 그러나 내가 아직도 우리 사람으로 왜황(倭皇)을 죽여 복수했단 말을 듣지 못하였거늘 지금 당신들은 몽백(蒙白, 국상 때 흰 갓과 소복을 입는 것)을 입었으니, 춘추대의(春秋大義)에 군부(君父)의 원수를 갚지 못하면 몽백을 입지 않는다는 구절도 읽어보지 못하고 한갓 부귀와 국록을 도적질하는 더러운 마음으로 어찌 임금을 섬기느냐고 항변하였다. 감리사 이재정, 경무관 김윤정을 비롯 참석한 관리들 수십 명이 반박하지 못하고 얼굴이 홍당무가 되었다 한다.
이재정은 '창수(昌洙)의 지금 하는 말을 들은즉, 그 충의와 용기를 흠모하는 반면에 내 당황스럽고 부끄러운 마음도 비할 데 없소이다. 그러나 상부의 명령대로 심문하여 위에 보고하려는 것뿐이니, 사실이나 상세히 공술하여 주시오'라고 하였다. 경무관 김윤정으로부터 김창수의 병세가 심한 것을 보고받은 이재정은 의원을 불러 김창수를 진료하게 했다. 김창수의 사연은 고종에게도 알려졌다.
법부대신이 내 이름과 함께 몇 사형 죄인의 명부를 가지고 입궐하여 상감의 칙재를 받았다. 상감께서는 다 재가를 하였는데 그 때에 임직하였던 승지 중의 하나가 죄명이 국모보수(國母報讐)인 것을 이상하게 여겨서 이미 재가된 안건을 다시 가지고 어전에 나아가 임금께 뵈인 즉 상감께서는 즉시 어전회의를 여시와 내 사형을 정지하기로 결정하시고 곧 인천감리 이재정을 전화로 부르신 것이라 한다 그러므로 그 승지의 눈에 국모보수 네 글자가 아니 띄었더라면 나는 예정대로 교수대의 이슬이 되었을 것이니 이것이 첫 번째 이상한 인연이었다.

둘째로는 전화가 인천에 통하게 된 것이 바로 나에 관한 전화가 오기 사흘 전 병신년 8월 23일 이었다고 한다 만일 서울과 인천 사이에 전화의 개통이 아니 되었던들 아무리 우의로서 나를 살리려 하셨더라도 그 이오기 전에 나는 벌써 죽었을 것이라고 한다.— 백범일지

김창수의 사연이 고종에게 알려지자 음력 8월 23일 전화기와 통신 회선이 설치되고, 1896년 음력 8월 26일 고종은 인천감리 이재정에게 전화하여 김창수의 사형집행을 차라리 면하라고 지시했다.
9월 10일 김창수의 일본 군사 간첩 쓰치다 조스케 살인사건 3차 심리를 인천항 재판소 본청에서 진행했다, 이날은 심문도 감리 이재정이 인천항 재판소 판사 자격으로 직접 했다. 그런데 김창수는 3차 심리 때에는 일본인이 보이지 않았다고 했으나, 이재정이 대한제국 외무부에 올린 보고서에 따르면 인천일본영사관의 경부 가미야 기요시(神谷淸)가 심리(審理)에 참여했다 한다. 그는 일본영사관의 경찰관들이 지켜보는 가운데 차분하게 심문했고, 김창수는 쓰치다를 죽인 동기가 국모보수라는 것을 거듭 밝혔다. 뒷날 김구(金九)는 백범일지에서 이때에 이재정이 매우 친절하게 말을 묻고, 나중에 신문조서 꾸민 것을 보여 주면서 고칠 것은 차라리 고치게 하고 차후 서명시켰다고 하였다.
1896년 11월 30일 독립협회에 기탁금 20원(二十元)을 기부하였다. 당시 황태자인 순종과 조정 고관들 다수가 독립협회에 기탁금을 기부했는데 순종은 3천원이고 다른 관원들은 30원, 20원에서 최하 5원이었다.
1897년(건양 2년) 5월 인천항 와정동(瓦鼎洞)에서 발생한 평민 여성 강소사 치사사건(姜召史 致死事件)을 맡아 수사하고, 초검에 대한 기록을 남긴 초검보고서(初檢報告書)를 작성하였다. 이 초검보고서는 1906년 전임 인천군수들이 작성한 보고서들과 함께 한국연구재단에 보관되어 있다.
1897년(건양 2년) 7월 중추원 2등 의관(中樞院二等議官)이 되고, 9월 19일 인천부윤직을 사퇴, 의원면직하였다. 1897년(건양 2년) 9월 29일 치사 봉조하(致仕奉朝賀) 김재현(金在顯), 정1품 이호준(李鎬俊) 외 조정 전 관원이 고종에게 황제 칭호를 올릴 것을 청하는 연명 상소에 참여하였다. 그해 11월 7일 중추원 2등 의관이 되었다가, 같은 날 다시 중추원 1등 의관(中樞院一等議官)이 되었다. 1897년 11월 21일 거행된 명성황후 국장 위원으로 발인과 11월 22일 영결식에 참여하였다. 1898년(광무 1년) 6월 30일 사직서를 올려 중추원 1등의관(中樞院一等議官)직을 의원면직 사퇴했다. 그는 외국어의 필요성과 기술을 익히고 배우는 것의 중요성을 역설하였다. 독립협회에도 꾸준히 참석하였으며 1897년부터 윤치호, 서재필, 이상재 등의 만민공동회에 참여하여 활동하였다.

### 지방 근무
1898년 독립협회, 만민공동회에서 탈퇴하고 활동을 중단하였다. 1900년(광무 3년) 중추원 의관에 임명되었으나 사퇴하였다. 1900년 역옥에 중추원 전 의관 조종만(趙鍾萬)의 이름이 나와 조사할 때 그의 이름도 언급되었다 하여 1900년(광무 4년) 4월 12일부터 경무부에 소환되어 1902년 10월 7일까지 조사를 받기도 했다. 1901년 8월 출국, 잠시 일본 효고현을 방문했다가 귀국했다.
1902년(광무 5년) 6월 7일 충청남도관찰부 주사에 임용되었으나 6월 9일 충청남도관찰부 주사를 사직하였다. 중추원 의관에 임명되었다가, 그해 9월 6일 전임 인천감리로 재직 시 궁내부 훈령을 받고, 인천항 북성포 만석동(北城浦萬石洞)의 장탄지(漲灘地) 개간을 일본인에게 허가한 일로 사법부에 나수, 조사받고, 풀려났다. 궁내부에서는 해당 지역의 경작을 허가하였으나, 인천감리였던 그는 경작할 수 없다 하였고, 뒤에 여모씨 등은 이 땅을 일본인에게 매도한 것으로 확인되고, 인천부 인천감리서 주사 김홍규(金泓圭)가 감리사의 허매장(許賣狀)을 위조하여 일본인에게 매도한 것이 확인되었다. 9월 12일 법부까지 올라간 조사 결과 김홍규(金泓奎)는 궁내부에서 파견된 관원으로 일본인에게 5500원(元)에 전부 매각 채용(債用)하고 인천부 관리 김창건(金昌鍵)은 이미 체직된 전 감리 이재정의 이름을 위조하여 공문을 작성하고 지계(地契)에 진서(塡書)한 뒤 일본인 稻田勝産과 西脇長太郞에게 6050원에 매각한 것으로 확인되었다. 부하 관원의 관리감독 업무 소홀로 징계를 받고 투옥됐다가, 이재정은 그해 8월 15일 보석금을 내고 석방되었다. 1905년 11월 17일 을사 보호 조약의 부당함을 상소한 후 관직을 사퇴하였다. 그는 계몽 강연회의 연사로 다니며 그는 청년 지사들에게 외국어를 익혀 외국으로 나가 보다 많은 견문을 익힐 것을 역설했다.
1906년(광무 9년) 1월 6일 전라남도 영암군수(靈巖郡守)로 임명되었다. 사직서를 올렸으나 윤허받지 못하고 곧 도임하였다. 1월 10일 주임관 1등(奏任官一等)에 임명되었다가, 그해 10월 1일 주임관 3등(奏任官三等)에 임명되었다. 1906년 10월 8일 황우영(黃佑永)이 인천항에 육운미곡회사 육운설사(陸運設社)를 창립하자, 십환 팔전의 기금을 내고 주주의 한 사람으로 참여하였다. 1907년(광무 10년) 4월 25일 사직소를 올려 영암군수직을 사직, 의원면직되었다.

### 관료생활 후반
1907년(융희 1년) 7월 순종 즉위 후 학부협판에 천거되었으나 사양하는 상소를 올리고 취임하지 않았다. 1907년(융희 1년) 8월 3일 중추원찬의 칙임관2등(中樞院贊議 勅任官二等)에 임명되었다. 8월 8일 중추원 찬의에 임명되었다가, 8월 8일 중추원 찬의 칙임관 2등에 임명되었다. 1907년 국채보상운동이 벌어지자 4원의 후원금을 지속적으로 기부하였다. 1908년(융희 2년) 2월 20일 황성신문사에 7환 84전의 기탁금을 기부하였다. 1908년(융희 2년) 기호흥학회의 찬무부원 겸 저술부원으로 활동하였고, 서북학회에도 가입하였다. 1907년 대한자강회에 회원으로 가입하고, 그해 11월 10일 결성된 대한협회에도 가입하여 활동하였다.
1908년(융희 2) 관립한성고등학교의 지역위원이 되었다. 1908년 당시 그는 대한제국 중추원의 찬의로 재직하였다. 그해 8월 25일 기호흥학회 찬무원(贊務員)에 임명되었다. 그해 9월 1일 서북학회에 기부금 1환(一圜)을 기탁하였다. 10월 25일 기호흥학회에 기탁금 십원(十圓)을 기탁하였다. 1908년 12월 8일 관립한성고등학교 가안방(嘉安坊) 지역위원회 임시총회(臨時摠會)에서 가안방 지역위원회 교육부장(敎育部長)에 선출되었다. 1909년 7월 14일 양주군 진벌면내 유지들이 면내에 신창학교(新昌學校)를 설립할 때 기탁금 금 2환(金二圜)을 기탁하였다. 또한 영평의 지역 유지들의 신식 학교 설립을 후견하였다.
1910년(융희 4년) 8월 27일 정2품 자헌(正二品資憲)으로 승자(陞資)하였다.

### 한일 합방 이후
1910년(융희 4년) 10월 2일 한일 병합 조약 체결 직후 중추원 찬의 훈2등(中樞院 贊議 勳2等)에 임명되어 1919년까지 재직했다. 한편 정2품 이상의 고관자에게 작위가 내려지는 예에 따라 자작위가 부여되었으나 사양하고, 은사금 역시 거절하였다. 이후 정계를 은퇴하였다. 1912년 8월 일본 정부로부터 한국병합기념장을 받았다.
1910년 한일합방 직후부터 조선총독부 중추원의 찬의가 되었으나, 시인(詩人)으로 활동하였다. 또한 경성조선인상업회의소에 참여하여, 대한제국 퇴역군인 출신 미취직 인사들의 취업을 주선, 지원하였다. 1914년 9월 제1차 세계대전에 참전한 일본 군인과 가족을 위로, 후원하는 경성군인후원회에 기부하였다. 1912년 후처 안동김씨와 첩을 연이어 잃고, 바로 남편을 잃은 지체낮은 여성 과부 1명을 첩으로 들였다. 그런데 이 여성은 본남편에게서 얻은 아들을 데려왔는데, 이 첩은 자신이 데리고 온 아들만 챙기고, 이재정의 자녀 중 어린 3남매를 홀대하여 문제가 되기도 하였다. 이 과부출신 첩은 자신이 데리고 온 아들만 챙기고, 전실 소생 남매들은 방에도 들어오지 못하게 하며, 어린 남매를 굶게 하는 것을 지인이 신문에 알려 윤리를 잃었다고 풍자하였다.
그는 한형리(韓炯履) 등과 오래 교유하였는데, 한형리와의 공저 화영록(和郢錄)은 한형리와 함께 동랑집(東郞集) 중에서 춘시(春詩) 30율이 있는 것을 보고, 한형리와 함께 동랑집에 수록된 시 중 운을 따라 시를 지었다. 이때 함운(咸韻)에서 시작하여 제운(齊韻)까지 20일에 걸쳐 시를 지었다. 이때 같이 지은 시들은 한형리의 문집 죽농유고에 수록되었고, 1933년 한형리의 아들 한익교(韓翼敎)에 의해 간행되었다. 한형리의 딸 중 1명은 그의 본가로 입양간 아들 이능선과 혼인한다. 만년에 그는 경성부 수은동 32번지로 이주하여 거주했다.
1914년 정5위에 서임되었다. 1915년 1월 16일 매일신보에 시를 기고하였다.
新春有感

東杓翩世首 四海一家春
醴旭昇丕像 光輝万物新
蒼天覆赤子 一視包涵仁
願借東皇力 廓淸兵馬鹿
置郵風偃草 徇鐸化行民
字?光眼燭 昏衢社報申

1915년 8월 조선총독부 주최 시정 5주년 기념 조선물산공진회 경성협찬회의 회원이 되고 기부하였다. 1917년 10월 3일 오후 4시 경성부에서 설립한 불교 옹호단체 불교옹호회의 창립에 참여하고, 불교옹호회 고문에 위촉되었다. 만년에 그는 유교 성리학에서 불교로 개종하였다. 1919년 1월 28일 홍릉을 청량리에서 금곡으로 이장할 때 만장제술원(輓章製述員)이 되었다. 그해 종4위로 임명되고 1919년 5월 중추원 찬의직을 사퇴하였다. 그는 재임명 권고를 사양하였다.
1921년 6월 19일에 경성부 전동 자택에서 사망하였다. 다른 설에 의하면 1919년 양력 6월 19일, 양력 9월 28일 또는 양력 9월 26일 혹은 1920년에 사망했다고도 알려졌으나 정확한 사망년월일과 사망지, 사망 원인에 대해서는 알려진 것이 없다. 조선총독부 관보에는 1919년 9월 28일에 사망한 것으로 되어 있다.

### 사후
그의 저서와 시문집은 대부분 유실되었고, 6.25 전쟁으로 남은 시문집도 대부분 유실, 인멸되었다. 그의 묘소는 실전되었다. 본부인 고성이씨의 묘소는 그의 아버지 이유녕의 묘가 있는 포천시 일동면 유동리 원통(圓通) 부락 마을 후록 이유녕 묘의 진좌(辰坐)에 있고, 두번째 부인 안동김씨의 묘소는 양주군 진접면 금곡리 전록(前麓) 경좌(庚坐)에 있다.
일본인 살인죄로 인천감리영 감옥에 투옥된 백범 김구에게 관대한 판결을 내린 인연으로 해방 후 백범 김구는 그의 아들들을 만나 상봉했고 1949년에는 친필 휘호를 써서 아들 이흥선, 아들 이능선에게 선물로 주었다.
2002년 민족정기를 세우는 국회의원모임이 발표한 친일파 708인 명단, 2008년 민족문제연구소에서 친일인명사전에 수록하기 위해 정리한 친일인명사전 수록예정자 명단, 2006년 친일반민족행위진상규명위원회가 조사 발표한 친일반민족행위 106인 명단에 모두 포함되었다.
그의 사진 자료, 초상화는 모두 실전되었으나 2017년 확인되었다. 경인철도를 공사한 H. 콜브란 스트윅(H. Collbran. H. R. Bostwick)의 손녀가 2017년 5월 한국전력공사에 관련 자료를 기증하였는데, 이 중 1897년 3월 22일 인천의 우각리, 쇠뿔고개에서 열린 경인철도 기공식 사진 뒷면의 영문 사진설명을 통해 참석자 명단을 확인했다. 경인철도 기공식 사진은 한국에도 존재했지만 정확한 참석자의 존재는 알 수 없었다. 보스트웍이 자신의 소장본 사진 뒷면에서는 앞줄 7번, 상복을 입은 조선인 관료 중 앞줄 왼쪽에서 두번째에 위치한, 지팡이를 짚은 이가 이재정이었다. 이는 2022년 8월 경향신문의 보도를 통해 공개되었다.

## 가족 관계
- 증조부 : 이한종(李漢宗, 1750년 5월 16일 ~ 1825년 8월 13일)
- 할아버지 : 이현송(李顯松, 1783년 12월 12일 ~ 1840년 7월 20일)
- 할머니 : 여산송씨(1784년 7월 26일 ~ 1840년 8월 14일), 송숙(宋王+肅)의 딸
  - 백부 : 이우녕(李祐寧, 1812년 6월 12일 ~1840년(?) 8월 13일)
  - 고모 : 우계이씨
  - 고모부 : 양수학(楊壽鶴), 청주양씨, 부 중혁(重赫)
  - 고모 : 우계이씨
  - 고모부 : 양봉소(楊鳳巢), 청주양씨
- 아버지 : 이유녕(李裕寧, 1816년 6월 12일 ~ 1890년 6월 23일)
- 어머니(아버지의 본처) : 연주현씨(1817년 ~ 1842년 11월 20일), 현봉조(玄鳳朝)의 딸
- 어머니(아버지의 본처) : 밀양박씨(1828년 ~ 1843년 8월 21일), 박종영(朴鐘榮)의 딸
- 어머니(생모) : 청주한씨(1826년 12월 23일 ~ 1855년 12월 9일), 한복유(韓福裕)의 딸
  - 동생 : 이재영(李在英)
- 서모 : 이름 미상
- 부인 : 고성이씨(1845년 2월 5일 ~ 1898년 12월 21일), 이인겸(李寅謙)의 딸, 판개성부사 철성부원군 이림(李琳) 후
  - 아들 : 이극선(李克善)
  - 딸 : 우계이씨
  - 사위 : 윤시현(尹時鉉), 파평인, 부 관찰사 윤철규(尹喆圭)
  - 딸 : 우계이씨
  - 사위 : 유래명(柳來明), 문화인, 부 위원 유설영(柳卨永)
  - 딸 : 우계이씨
  - 사위 : 조창규(趙昌奎), 함안인, 부 주사 조성흡(趙性翕)
- 부인 : 안동김씨(1865년 1월 18일 ~ 1912년 10월 6일)
  - 아들 : 이흥선(李興善, 1898년 10월 3일 ~ ?)
  - 며느리 : 안동권씨(1898년 11월 3일 ~ 1967년 8월 17일), 병사 권용철(權用哲)의 딸
  - 딸 : 우계이씨
  - 아들 : 이능선(李能善, 1902년 11월 30일 ~ 1963년 3월 29일), 당숙 이재영(李在永)의 양자로 입양됨.
  - 아들 : 이양선(李亮善, 1905년 6월 25일 ~ ?)
- 첩 : 이름 미상(? ~ 1912년)
- 첩 : 이름 미상, 그의 첩이 되기 전에 전남편에게서 얻은 아들 1명을 데려왔다 한다.
- 장인 : 이인겸(李寅謙, 1817년 ~ 1863년 5월 2일), 금부도사 창인(昌麟) 5대손, 본처의 친정아버지
- 장모 : 장흥임씨(1816년 ~ 1887년 11월 2일, 본처의 친정어머니, 임만식(任萬食)의 딸

## 이재정을 연기한 배우
- 이영달 - 1989년 《백범일지》, MBC 텔레비젼 특집 드라마
- 이종만 - 1995년 《김구》, KBS2 텔레비젼 드라마
- 이경영 - 2017년 《대장 김창수》, 영화

## 같이 보기
| - 독립협회 - 만민공동회 - 을미사변 - 고등재판소 - 대한제국 중추원 - 조선총독부 중추원 - 백범일지 - 서재필 - 김윤정 - 김구 - 이상재 - 이현상 | - 갑오경장 - 을미개혁 - 아관파천 - 한형리 - 이재명 - 서광범 - 이준용 - 감리서 - 이하선 - 이휘선 - 통리기무아문 |

## 참고자료
- 친일반민족행위진상규명위원회 (2006년 12월). 〈이재정〉 (PDF). 《2006년도 조사보고서 II - 친일반민족행위결정이유서》. 서울. 364~367쪽쪽. 발간등록번호 11-1560010-0000002-10. 2007년 10월 8일에 원본 문서 (PDF)에서 보존된 문서. 2007년 6월 24일에 확인함.
- 김구, 《백범일지》
- 高麗大學校 亞細亞問題硏究所, 《舊韓國外交關係附屬文書 제4권》 (고려대학교 출판부, 1974)
- 인천광역시, 《역주 인천부읍지》 (인천광역시 역사자료관 문화자료실, 2004)